# Won Ok-im
Won Ok-im, née le 6 novembre 1986, est une judokate nord-coréenne.

## Carrière
Elle remporte la médaille de bronze des Jeux asiatiques de 2006, des Jeux olympiques d'été de 2008 et des Jeux de l'Asie de l'Est de 2009 en moins de 63 kg.